# Wazo de Lieja
Wazo de Lieja (otras ortografías: Wazon, Waso, Wazzo, Watzo, Wath, Gazo o Guaza) (980 - 1048) fue príncipe-obispo del principado de Lieja de 1042 al 8 de julio de 1048.

## Biografía
Nacido probablemente en 980, en el condado de Lomme.
Provendría de una familia modesta de clérigos, su hermano Emmelin era preboste en la colegiata de San Vaast de Arrás, otros dos hermanos eran arcedianos en Lieja y Florennes. Fue a la escuela abacial de Lobbes. Probablemente desde 1017 comenzó a enseñar en la escuela capitular de la catedral de san Lamberto (Lieja) en tiempos de Notker, el inicio de una carrera eclesiástica larga: canónigo (1015/1016) bajo el reino de Baldrick II, decano (1017), preboste y arcediano (1033) y príncipe-obispo en 1042.
Después de un conflicto con el preboste de Saint Lambert, se retiró a la abadía de Stavelot en 1029. Poco después, Conrado II lo nombró capellán de la corte, en la que estuvo unos nueve meses antes de volver a Lieja. A pesar de la resistencia inicial del emperador Enrique III el Negro, fue entronizado como príncipe-obispo en 1042 en Colonia.
Durante su mandato organizó eficazmente la asistencia a la población durante la hambruna de 1043. En 1046 venció a los franceses que intentaron anexionarse Aquisgrán. Después de su victoria militar contra Teodorico de Holanda, Enrique III le otorgará un estipendio.
Políticamente, luchó para restringir el poder del emperador en asuntos eclesiásticos como la investidura de obispos y del papa, poder que consideraba que venía directamente del Dios católico. Su influencia fue importante y era muy cercano a los papas. León IX lo apreció expressis verbis, Esteban IX era canónigo en Lieja bajo el mandato de Wazo, y Gregorio VII estudió en Colonia, una ciudad que tenía muchos vínculos con Lieja en esta época. En una carta al obispo Roger II de Châlons desestimó el uso de la violencia en la lucha contra el maniqueísmo, considerado una herejía.
Falleció el 8 de julio de 1048 y fue enterrado en la catedral de san Lamberto. En el epitafio de la tumba, hoy desaparecida, había escrito: «Ante RUETA mundus quam Surg Wazon secundus (El mundo perecerá antes de que surja un segundo Wazo)».

### Citas
1. 1 2 3 4 5 6  «L'église impériale : de Baldéric II à Otbert» (en francés). Consultado el 9 de marzo de 2014.
2. ↑  Herzberg, Verlag Traugott Bautz. «Biographisch-Bibliographisches Kirchenlexicon» (en alemán). Archivado desde el original el 29 de febrero de 2012.